# Maranello

Maranello (Maranèl en dialecte modénois) est une commune de la province de Modène, dans la région d'Émilie-Romagne, en Italie.
Maranello est notamment connue pour être le siège historique du constructeur de voitures de sport et de l'écurie Ferrari. 

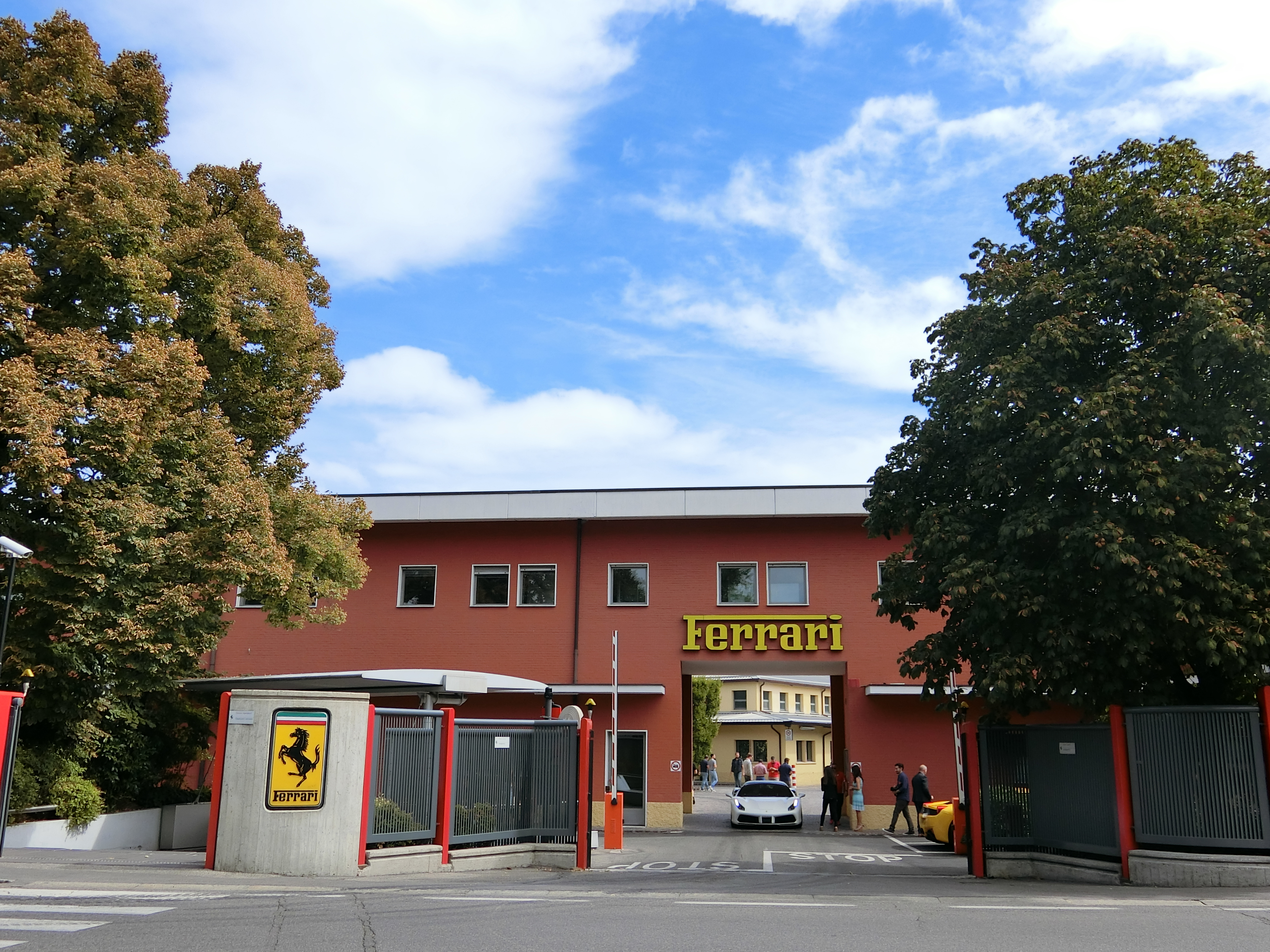
Entrée de l’usine Ferrari

## Géographie
La commune est située à 19 km au sud de Modène, sur la route provinciale SP3 "via Giardini". Le centre est enfermé entre les communes limitrophes du Comprensorio Ceramico (zone dédiée de la céramique) dont il fait partie avec Sassuolo, Formigine et Fiorano Modenese, tous reliés à la via Emilia, à l’autoroute A1 et à Modène via une route à grande circulation.
Les grandes villes voisines sont :
- Bologne 40 km
- Milan 168 km
- Florence 139 km
- Turin 258 km

## Histoire

### Antiquité
Des découvertes archéologiques font remonter l’histoire de Maranello à l’âge du bronze (1800-1000 av.J.-C.), mais avec quelques indices remontant à une époque bien antérieure, comme des  restes de la terramare de Gorzano ou la nécropole de la Cumarola remontant à l’Chalcolithique (III millénaire av.J.-C.).
Des restes attestent de la présence d’établissements occupés par des peuples venus de la Ligurie qui furent assujettis par les Romains montés à la conquête de l’Italie entre 189 er 179 av.J.-C. Ces vestiges romains se trouvent sur une des voies principales qui traverse le pays : la via Claudia, un parcours antique d’époque étrusque, alternatif à un tracé de la via Emilia.
En 1987, des fouilles entreprises dans la localité de Torre delle Oche ont mis au jour des fours d’époque romaine, puis des traces d’habitations et divers objets dont deux amphores (matériel exposé au musée archéologique, Palazzo des Musées, Largo Sant'Agostino à Modène.

### Moyen Âge
Le nom de Maranello dérive du fait de l’établissement dans le pays d’une famille de Marano sul Panaro (une commune voisine au sud), les Araldini ou Arardini, qui y construit le château, encore existant et privé, reconstruit après le tremblement de terre de 1501. Les maisons autour du château constituèrent le bourg appelé Maranello vecchio.
La via Giardini, ex route de l'Abetone, a eu une grande importance logistique, non seulement parce qu’elle passe aujourd’hui devant les établissements Ferrari, mais qu’elle fut voulue, en son temps, par de duc François III d'Este pour unir le duché de Modène avec le Grand-duché de Toscane et favoriser ainsi le développement économique du pays ; cette route réalisée à partir de 1766 sur une période de dix années, était pour l’époque une entreprise gigantesque avec une longueur d’environ 100 km en territoire modènese, du chef-lieu jusqu’aux confins toscans. Le parcours était entrecoupé par des relais de poste, auberges, fontaines et lieux de repos.

### Âge moderne et contemporain
Maranello est le synonyme de Ferrari, l'entreprise automobile la plus prestigieuse de Formule 1 y a installé son siège social depuis le début des années 1940. Le Musée Ferrari, en mémoire du fondateur de l'entreprise (Enzo Ferrari) avec ses affiches de sport ses voitures de course et ses trophées, se trouve également ici, visité par tous les fans de Ferrari.
En 1943, la guerre oblige Enzo Ferrari à transférer son usine hors de Modène. Le choix tombe sur Maranello, où Ferrari possédait déjà des terrains. Ce choix fut aussi déterminé par l’administration communale de Formigine qui refusa toutes nouvelles constructions industrielles sur son territoire.
Au croisement de la via Giardini et la via Claudia s’y est développé un pays longtemps appelé Maranello nuovo. En dehors du centre, la commune de Maranello est formée des localités de Bell'Italia, Pozza, Gorzano, Torre Maina, Torre delle Oche, San Venanzio et Fogliano.

## Administration
| Période                                  | Période  | Identité    | Étiquette     | Qualité |
| ---------------------------------------- | -------- | ----------- | ------------- | ------- |
| 07/06/2009                               | En cours | Lucia Bursi | Centre gauche |         |
| Les données manquantes sont à compléter. |          |             |               |         |

### Hameaux
Les hameaux de Maranello sont Torre Maina, Torre delle Oche, San Vernanzio, Pozza, Gorzano, Fogliano, Cà Zironi.

### Communes limitrophes
Les communes limitrophes de Maranello sont Castelvetro di Modena, Fiorano Modenese, Formigine, Marano sul Panaro, Serramazzoni.

## Population

### Évolution de la population en janvier de chaque année
| 1861  | 1901  | 1921  | 1951  | 1961  | 1971  | 1981   | 1991   | 2001   |
| ----- | ----- | ----- | ----- | ----- | ----- | ------ | ------ | ------ |
| 6 134 | 4 204 | 5 510 | 6 606 | 6 468 | 8 965 | 12 832 | 14 574 | 15 912 |

| 2012   | - | - | - | - | - | - | - | - |
| ------ | - | - | - | - | - | - | - | - |
| 17 068 | - | - | - | - | - | - | - | - |

### Ethnies et minorités étrangères
Selon les données de l’Institut national de statistique (ISTAT) au 1er janvier 2012, la population étrangère résidente et déclarée était de 1421 personnes, soit 8,4 % de la population résidente.
Les nationalités majoritairement représentatives étaient :
| Pos. | Pays     | Population |
| ---- | -------- | ---------- |
| 1    | Maroc    | 384        |
| 2    | Albanie  | 239        |
| 3    | Inde     | 119        |
| 4    | Roumanie | 112        |
| 5    | Ghana    | 112        |
| 6    | Ukraine  | 58         |
| 7    | Pologne  | 55         |
| 8    | Tunisie  | 46         |

## Monuments et lieux d’intérêt
- l’église paroissiale (1894) et la tour de l’horloge (1909-1913),
- le Monument à Enzo Ferrari,
- le Monument  au Cavallino Rampante,
- le château, reconstruit au XVIe siècle,
- la bibliothèque communale Mabic (Maranello Biblioteca Cultura), collection d’environ 44 000 volumes,

### Domaine Ferrari

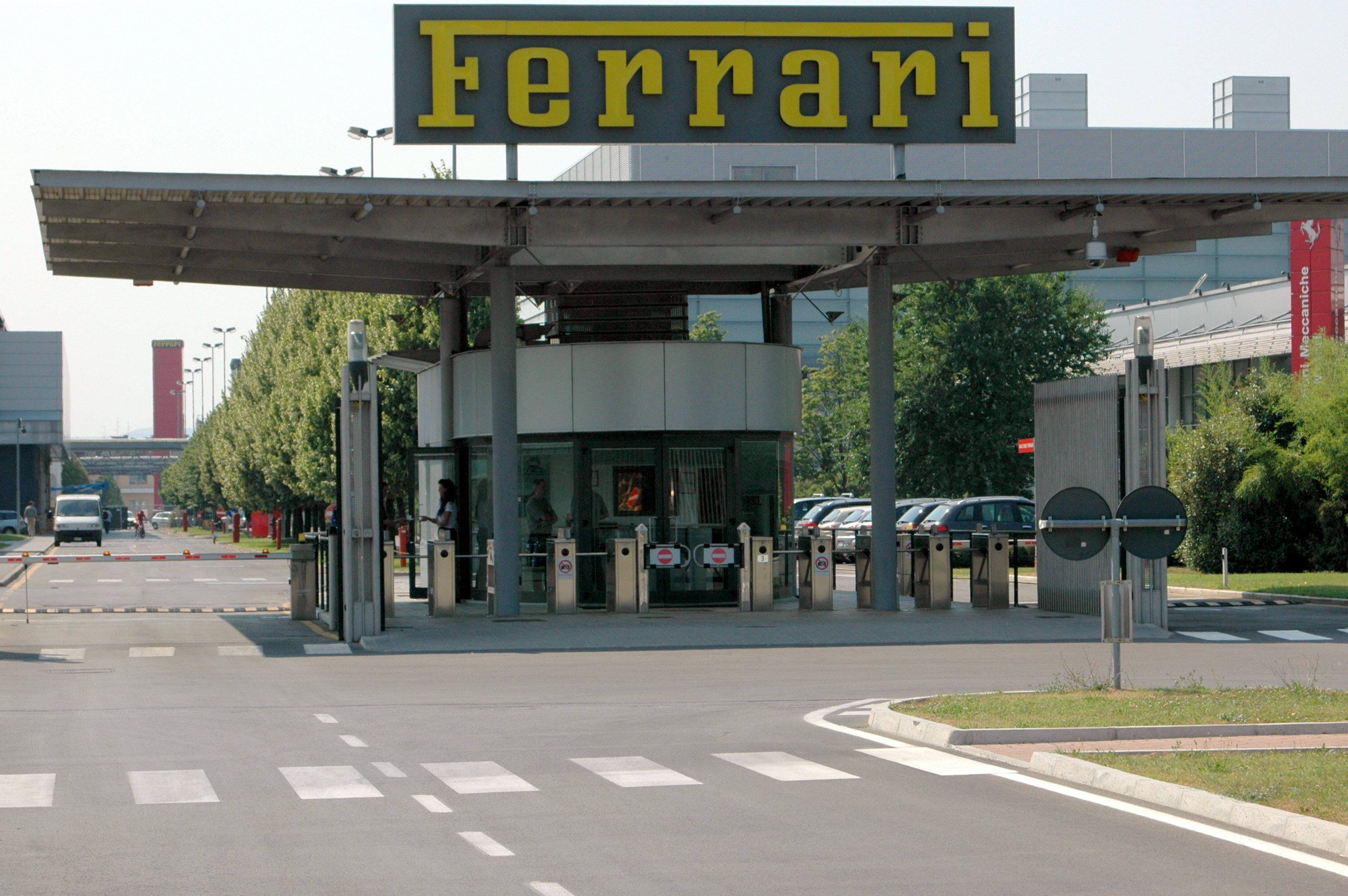
Entrée de l’usine de Maranello
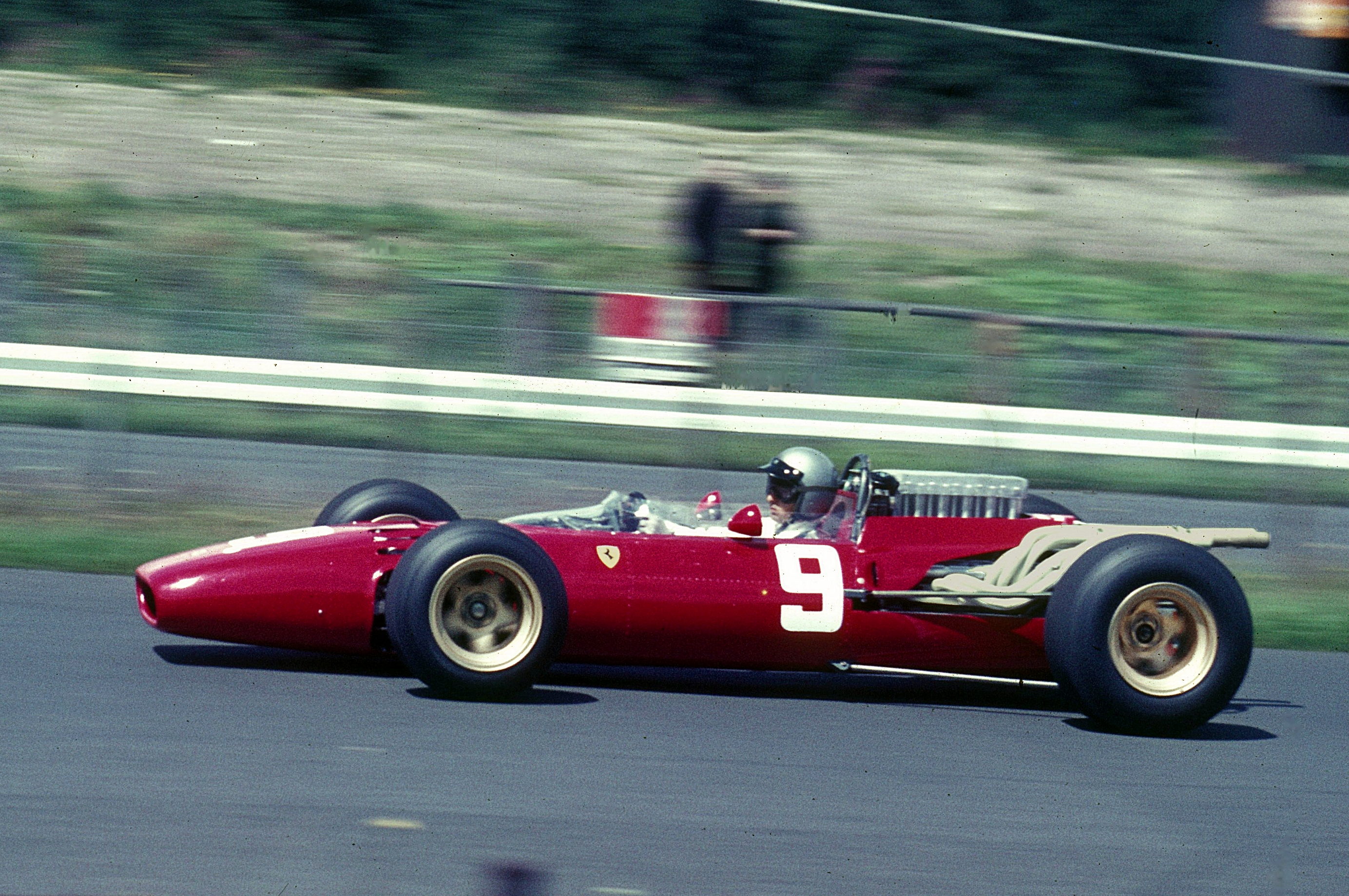
Lorenzo Bandini en 1966
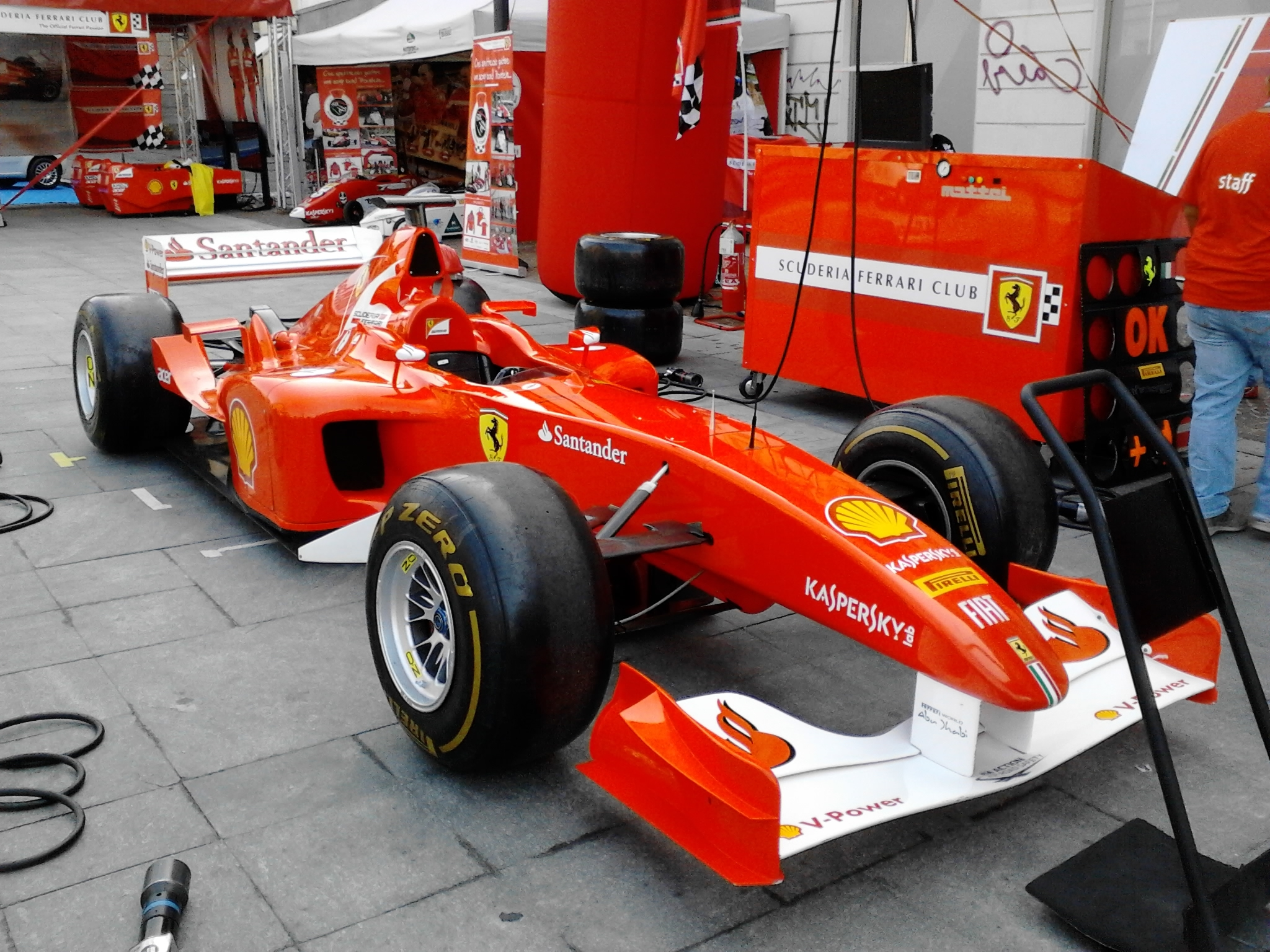
Une F1 du cavalino
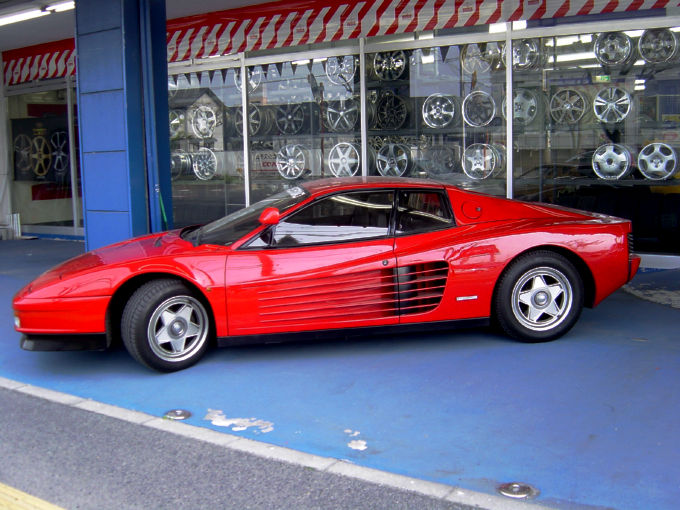
La Testarossa
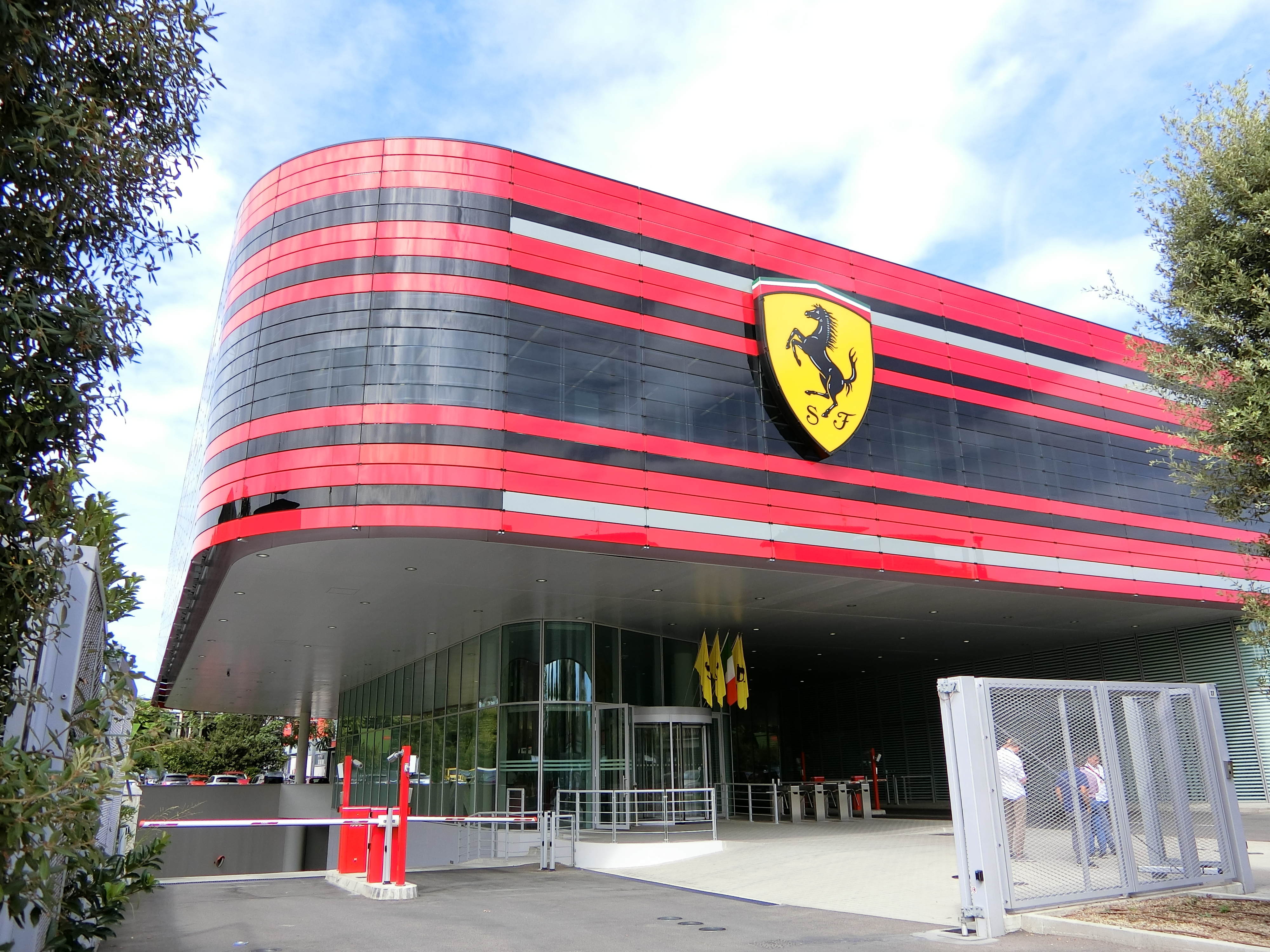
Siège de l'écurie

Les touristes et les fans viennent du monde entier pour visiter le Musée Ferrari, où sont exposés les anciens modèles et les moteurs d’autos sportives, mécaniques, tenues, casques et trophées d’une des plus anciennes écuries de la Formule 1. Devant l’entrée de la fabrique Ferrari, se trouve le célèbre restaurant Cavallino, où Enzo Ferrari avait un petit studio personnel.
Devant le siège, une sculpture, Structuration F1 de l'artiste français Jean-Yves Lechevallier a été inaugurée en 2002
La galerie du vent de l’architecte Renzo Piano, inaugurée en 1997, présente un intérêt architectural particulier. Point de test des voitures sur un tapis mobile et synchronisé avec la vitesse du vent.
D’autres établissements Ferrari sont l’œuvre d’architectes prestigieux : le centre de recherches de  Massimiliano Fuksas, la nouvelle mécanique de Marco Visconti, la nouvelle logistique et gestion sportive de  Luigi Sturchio et plus récemment, l’atelier d’assemblage de voitures projeté par l’architecte Jean Nouvel.

## Fête et évènements
- Maranello Terra di Motori/Course pour la sécurité : pour les passionnés de moteur et pour la sécurité routière, les dimanches du mois de mai.
- Maranello en juin : chaque fin de semaine de juin, animations, spectacles, stands.
- Gran Premio del Gusto : le grand prix du goût, le premier dimanche d’octobre, passion pour les moteurs et l’oeno-gastronomie local avec stand et animations à thème.
- Maranello est le point de départ du marathon d'Italie (fréquence annuelle), qui se termine à Carpi.
- Chaque dimanche de Grand Prix de F1, la course est projetée à l'auditorium Enzo Ferrari.
- Chaque fois que l'équipe de F1 Scuderia Ferrari remporte un Grand Prix, le curé de Maranello fait sonner les cloches de la ville.

## Personnalités liées à Maranello
- Enzo Ferrari, pilote automobile et fondateur de l'écurie et de l'entreprise.
- Umberto Masetti, pilote vitesse moto italien.
- Nerina Montagnani, actrice.
- Michael Schumacher, coureur de F1 et citadin honoraire de Maranello.
- Edinson Cavani, footballeur uruguayen dont la famille est originaire de Maranello.

## Jumelage
- Oviedo (Espagne)

## Sources
- (it) Cet article est partiellement ou en totalité issu de l’article de Wikipédia en italien intitulé « Maranello » (voir la liste des auteurs) le 07/11/2012.